# Wall Lake (Iowa)
Pour les articles homonymes, voir Wall Lake.
Wall Lake est une ville du comté de Sac, en Iowa, aux États-Unis. Elle est fondée en 1877 et incorporée le 7 décembre 1880.

## Source de la traduction
- (en) Cet article est partiellement ou en totalité issu de l’article de Wikipédia en anglais intitulé « Wall Lake, Iowa » (voir la liste des auteurs).